# 柳在順
柳 在順（ユ・ジェスン、유재순、1958年5月 - ）は、日本に活動の拠点を置く大韓民国出身の女性ルポライター、インターネット新聞発行人。日韓両国で旺盛に活動するルポライターのひとりで、おもな著書に『下品な日本人（하품의 일본인）』などがある。

## 経歴
忠清南道公州市生まれ。父親が第二次世界大戦中に「九州の炭鉱で過酷な労働を強いられ」たこともあり、彼女は強い反日感情をもって育った。
1987年に来日し、以降1994年にかけて、大韓民国の週刊誌まで韓国の週刊誌「土曜新聞（토요신문）」の日本特派員として活動し、『朝まで生テレビ!』の討論会に2回出演したほか、NHKが九州で制作した世界8か国の女性ジャーナリストたちによる討論番組に参加した。
1999年から2001年にかけて、柳は法政大学国際文化学部客員研究員であった。
1993年に田麗玉が出版した著書『悲しい日本人（일본은 없다）』（原題は「日本はない」の意）について、2004年にオーマイニュースが、柳の著作を盗用しているのはないかと報じ、田はオーマイニュースの代表らを相手取って損害賠償請求訴訟を起こした。田麗玉は1審、2審とも敗訴し、2012年には最高裁で田の敗訴が確定した。
2013年には日韓文化交流基金賞を受賞した。
日本に対する辛口の批評で知られている柳だが、2005年に韓国で水野俊平に対するネット上でのバッシングが起きた際に旧知の水野を擁護するコラムを書いたため、ネットで「親日派」として攻撃されたこともある。
柳は、日本専門のインターネット新聞JPニュース代表として活動している。また、これまでに、
日本の講談社が発行する『週刊現代』の北朝鮮担当契約記者、『朝日新聞』のコラムニスト（月1回コラムを連載）、また、韓国の『週刊朝鮮』に隔週で寄稿する日本文化に関するエッセイなどの活動でも知られた。

## おもな活動
- おもなインタビュー
  - 日本：中曽根康弘、土井たか子、竹下登、宇野宗佑、美智子皇后
  - タイ王国：チュワン・リークパイ首相
  - ミャンマー：アウンサン・スーチー
  - フィリピン：イメルダ・マルコス
- 1980年 - 1年8か月間にわたるゴミ埋立地蘭芝島（ナンジド）での住み込みルポ取材
- 1983年 - 3か月間、東南アジア8ヶ国のスラム街をルポ取材
- 1985年 - 1か月間、アメリカ合衆国への養子を現地ルポ取材
- 1988年 - サハリンをルポ取材

## 著書
- 『서울서 팔리는 여자들』（1983年、ルポ集）
- 『벌거벗는 여자들』（1984年、ルポ集）
- 『난지도 사람들』（1985年、長編小説）
- 『여왕벌』（1986年、ノンフィクション）
- 『하품의 일본인』（1994年、批評エッセイ）
  - （日本語訳）『下品な日本人』（神谷丹路・呉恵淑 訳：1994年、作品社）
- 『일본여자를 말한다』（1998年、エッセイ）
- 『일본은 지금 몇시인가』（2002年、ルポ集）
- 『쓰레기섬에서 살다』（1986年、ルポ集）
  - （日本語訳）『ゴミの島で生きる 韓国ルポ』（グループ・ウムルガ 訳：1986年、凱風社）